# Discochłosta
Discochłosta – trzeci studyjny album zespołu Bracia Figo Fagot, który został wydany 20 października 2014 r. Płyta zawiera 12 utworów. Oficjalne teledyski promujące nową płytę powstały do utworów: Heteromagnes, Janko Janeczko oraz Oooooo (kończy się już noc...). Zespół BFF rozpoczął oficjalną trasę promocyjną swojej 3. płyty od koncertów w warszawskim klubie Stodoła w dniach 3 i 4 października.

## Spis utworów
1. Magiczna Kraina
2. Janko Janeczko
3. Polej Gruby Wódy
4. Zalegizybać Marihuaen
5. Dziewczyna jak flaczki
6. Bella Putanesca
7. Heteromagnes
8. Oooooo!
9. Jak już coś jebać to tylko wódę
10. Wojownicy Wódy
11. Nigdy nie wierz mu
12. Jebać studia!

## Wykonawcy
- Bartosz Walaszek – Filip Barłoś, ps. "Fagot" - instrumenty klawiszowe, wokal prowadzący i wspierający
- Piotr Połać – Fabian Barłoś, ps. "Figo" - wokal prowadzący i wspierający